# Distretto di Černjachiv
Il distretto di Černjachiv (in ucraino Черняхівський район?, Černjachivs'kyj rajon) era un distretto dell'Ucraina, situato nell'oblast' di Žytomyr. Il suo capoluogo era Černjachiv. È stato soppresso in seguito alla riforma amministrativa del 2020.